# 宗周鐘
宗周鐘，又名「鐘」或「胡鐘」，為西周晚期銅器，高65.6公分，重34.9公斤，計有銘文111字，記載厲王征服南方諸小國的故事，現藏於臺北國立故宮博物院。

## 器型

#### 外型
此鐘屬合瓦形扁圓體甬鐘，弧形口。
- 尺寸：高65.6公分、舞脩23.1公分、廣30.0公分，兩于相距26.2公分、兩銑相距35.2公分。

#### 裝飾
鉦間、鼓部銘文連讀計一百一十一字，內容記載厲王南征，二十六邦來朝臣服的顯赫功業，鑄之「宗周寶鐘」，並以此祭祀先祖百神，祈求降福長壽，永保社稷。

## 歷史
作器者「㝬」經考證為周厲王，因此又名「㝬鐘」。
西周晚期政治形勢嚴峻，西北有玁狁威脅，南土諸國也伺機而動，內憂外患之下，此器的製作和銘文內容展現周王力挽狂瀾，祈求社稷安樂永續的雄心壯志。

## 外部連結
- 鐘鼎彝銘─漢字源流展_宗周鐘（页面存档备份，存于）